# Styrek (Brzezowa)
Styrek (ok. 366 m n.p.m.) – wzgórze w miejscowości Brzezowa w województwie małopolskim, w powiecie myślenickim, w gminie Dobczyce. Znajduje się na obszarze Pogórza Wiśnickiego. Wzgórze wznosi się nad Jeziorem Dobczyckim i jest tylko częściowo porośnięte lasem. Na jego grzbiecie znajduje się osiedle domków letniskowych, do którego prowadzi droga od szosy Dobczyce – Kornatka – Droginia. Tuż przy wierzchołku wzgórza znajduje się mająca postać baszty skała o wysokości ok. 5 m, zwana Diabelskim Kamieniem.